# Assunção do Piauí
Pour les articles homonymes, voir Assunção.
Assunção do Piauí est une municipalité brésilienne située dans l'État du Piauí.